# Alexander Thomson
Alexander Thomson (9 aprile 1817 – 22 marzo 1875) è stato un architetto scozzese.

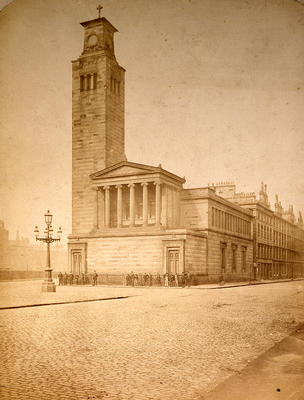
Glasgow: Caledonia Road Free Church (ora semidistrutta)

È noto anche come Alexander “Greek” Thomson per il suo stile neogreco, influenzato dall'opera del tedesco Karl Friedrich Schinkel.
Operò soprattutto a Glasgow dove, dopo la metà dell'Ottocento, realizzò le sue opere più significative.
Ad esempio, la Caledonia Road Free Church (1856) e la St Vincent Street Church (1859) rappresentano originali composizioni derivate dall'architettura greca e caratterizzate da un vasto repertorio eclettico riconducibile persino al neoegizio.
La sua influenza tuttavia non raggiunse i contemporanei, ma alcuni critici hanno rilevato che l'architettura di Thomson potrebbe aver condizionato Frank Lloyd Wright, uno dei massimi progettisti del Novecento.